# ییلم (ناحیه ییندریخوف هرادتس)
ییلم (به چکی: Jilem) یک منطقهٔ مسکونی در جمهوری چک است که در ناحیه ییندریخوف هرادتس واقع شده‌است. ییلم ۴٫۵۴ کیلومتر مربع مساحت و ۱۱۰ نفر جمعیت دارد و ۶۱۴ متر بالاتر از سطح دریا واقع شده‌است.